# Arrinera
Arrinera Automotive S.A. est un constructeur automobile polonais de voitures de sport, basé à Varsovie.
La firme est née en 2008 d'une initiative de quelques passionnés polonais, dont Łukasz Tomkiewicz, rejoints plus tard par Lee Noble. À la fin 2011, un prototype de la supercar était construit,,.
Des vidéos promotionnelles de la supercar ont été publiées par le constructeur en septembre 2011. La voiture, dont la sortie était programmée pour 2013, était équipé d'un moteur V8 de 650 cv et d'un écran affichant les images d'une caméra thermique filmant la route,.
Au dernier salon automobile Autosport International, qui s'est tenu à Birmingham du 14 au 17 janvier 2016, Arrinera a présenté sa supercar Hussarya en version GT. Elle sera construite à 2 ou 3 exemplaires. Une version route est annoncée pour la fin 2016, ainsi qu'une série spéciale Hussarya 33, prévue plus tard.
Arrinera Automotive est détenue par Erne Ventures S.A. (anciennement Veno S.A.). Le constructeur n'a pratiquement réalisé aucun chiffre d'affaires depuis sa création. Son capital provient d'actions détenues par de petit investisseurs. 
À la mi-2016 un ancien directeur une pétition dans les tribunaux britanniques pour placer la société en liquidation en raison de dettes impayées. Ce processus de pétition est en cours. https://www.thegazette.co.uk/notice/2525918

## Production

### Hussarya

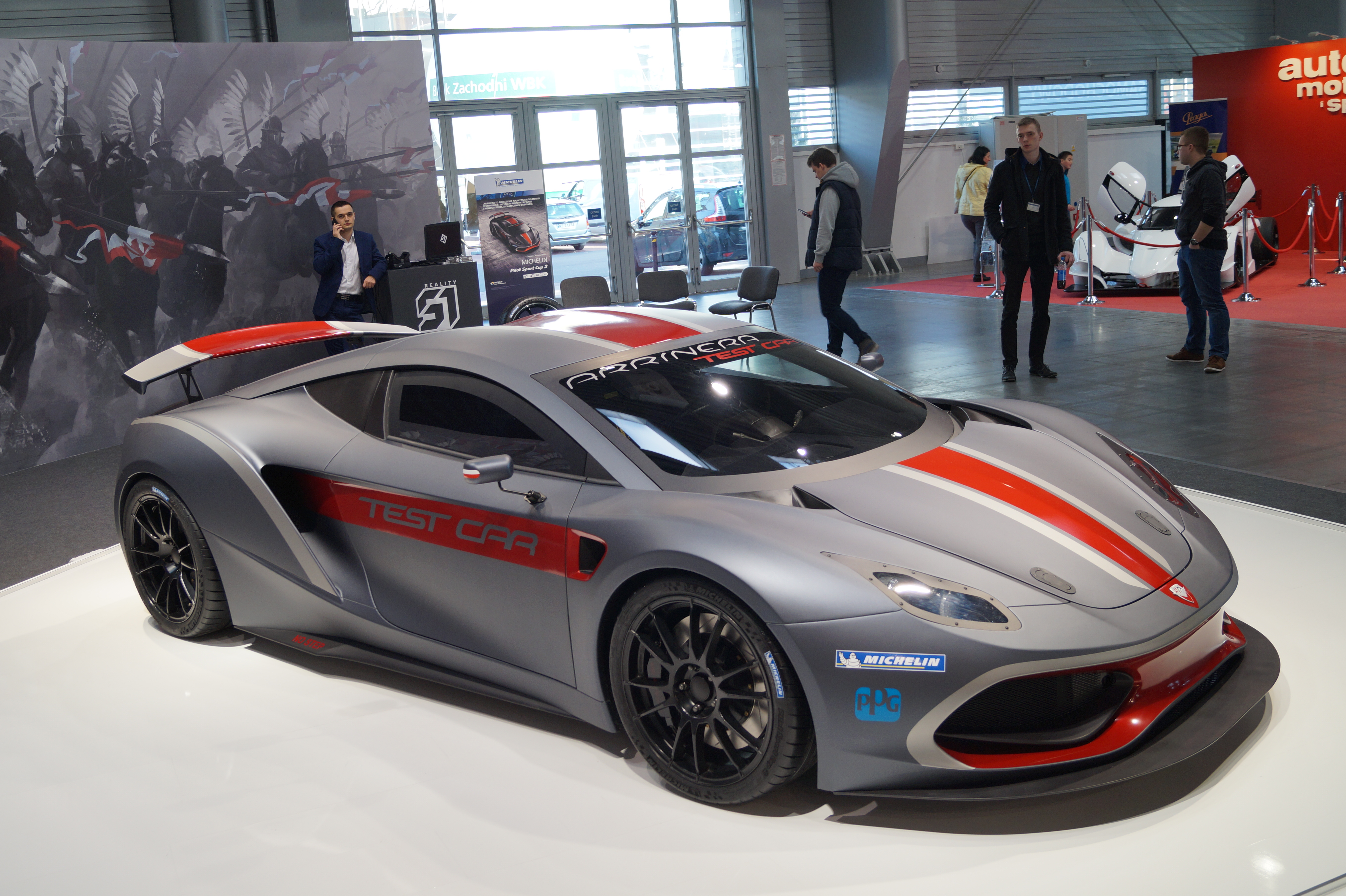

Entre son annonce initiale et les dernières spécifications annoncées, la Hussarya a connu plusieurs modifications, dont la plus importante est l'adaptation en position centrale du moteur de la Corvette ZR1, le bloc General Motors LS9 (V8 turbocompressé de 6.2L, délivrant 650 cv). Les performances annoncées sont une accélération de 0 à 100 km/h en 3,2 s et une vitesse maximale de 340 km/h.